# 邹虞
鄒虞（1450年—？），字天祥，浙江杭州前衛籍，江西新淦縣人，明朝政治人物。

## 生平
成化十九年（1483年）癸卯科浙江鄉試第四十七名舉人。弘治三年（1490年）中式庚戌科會試第六十一名，三甲第七十二名進士。弘治十六年（1503年）任福建延平府知府。正德四年（1509年），升廣東布政司右參政。

## 家族
曾祖鄒必富；祖父鄒孟魁；父鄒貴，遇例冠帶。母姚氏。严侍下。